# Sam Neill
Pour les articles homonymes, voir Neill.
Sir Nigel Neill, dit Sam Neill /sæːm ˈniːl/, né le 14 septembre 1947 à Omagh au nord de l'Irlande est un acteur, réalisateur, scénariste, producteur et vigneron néo-zélandais. Il est également citoyen britannique et irlandais,.
Il est notamment connu pour avoir joué le rôle d'Alan Grant dans les 1er et 3e opus de la saga Jurassic Park.
Il se fait d'abord remarquer dans Ma brillante carrière en 1979 et dans Possession en 1981, puis il est récompensé par un AFI Award du meilleur acteur pour Un cri dans la nuit en 1988.
Il obtient une reconnaissance critique et publique en 1993 pour ses rôles dans La Leçon de piano de Jane Campion et Jurassic Park de Steven Spielberg, ce dernier lui valant une notoriété internationale.
Il apparait aussi dans À la poursuite d'Octobre rouge en 1990, L'Homme qui murmurait à l'oreille des chevaux en 1998 et The Hunter en 2011.
À la télévision, il joue dans les séries Merlin (1998), Les Tudors (2007) ou encore Peaky Blinders (2013-2014).

## Biographie

### Enfance et formation
Nigel John Dermot Neill est né le 14 septembre 1947 à Omagh, dans le comté de Tyrone, en Irlande du Nord. Sa mère, Priscilla Beatrice (née Ingham), est anglaise et son père, Dermot Neill, est un officier néo-zélandais, formé à l'Académie royale militaire de Sandhurst et stationné chez les Irish Guards. Ils vivent à Armagh,,. Son arrière-grand-père est le fondateur de Neill & Co à Dunedin en 1861, l'une des plus grosses sociétés d'importation d'alcool de Nouvelle-Zélande.

### Étudiant
En 1954, âgé de 7 ans, il déménage en Nouvelle-Zélande avec sa famille. Il est alors inscrit au Christ's College de Christchurch, avant de suivre des études de littérature anglaise à l'université de Canterbury. Il étudie ensuite à l'université Victoria de Wellington d'où il sort diplômé d'un Bachelor of Arts en littérature anglaise.
À l'école, Nigel Neill prend le prénom Sam pour se différencier des autres Nigel et parce qu'il trouve que ce nom fait moins « ringard ». Il le garde comme nom de scène.

### Carrière
Passionné par le théâtre, Sam Neill se met à jouer avec plusieurs compagnies néo-zélandaises après ses études. Il intègre ensuite la New Zealand National Film Unit (en) avec laquelle il travaille pendant six ans, réalisant des documentaires et apprenant l'écriture d'un scénario et le montage,.
Il commence sa carrière d'acteur en 1975 au cinéma dans Landfall (en) de Paul Maunder (en) puis Ashes de Barry Barclay (en). Il obtient le rôle principal de Sleeping Dogs de Roger Donaldson en 1977, puis joue dans Ma brillante carrière de Gillian Armstrong en 1979, face à Judy Davis. Avec ce dernier film, il se fait remarquer par l'acteur James Mason qui use de son influence sur les studios pour que Sam Neill joue le rôle de Damien Thorn adulte dans La Malédiction finale de Graham Baker en 1981, dernier volet de la trilogie La Malédiction,. Cette même année, il est le rôle principal au côté d'Isabelle Adjani dans Possession d'Andrzej Żuławski. Au milieu des années 1980, il est l'un des acteurs à passer des auditions pour succéder à Roger Moore dans le rôle de James Bond. C'est finalement Timothy Dalton qui incarne l'agent 007 dans Tuer n'est pas jouer en 1987. Les essais de l'acteur sont visibles dans les bonus du DVD.
Il fait ses débuts à la télévision en 1976 dans la série The Sullivans (en), puis dans Young Ramsay (en) en 1980. En 1983, il joue dans la mini-série Reilly, Ace of Spies (en) et se voit nommé aux Golden Globe du meilleur acteur dans une mini-série ou un téléfilm. En 1989, il joue le marquis de La Fayette dans le film La Révolution française. En 1991, il joue dans le téléfilm One Against the Wind de Larry Elikann pour lequel il est de nouveau nommé aux Golden Globes en tant que meilleur acteur,,.

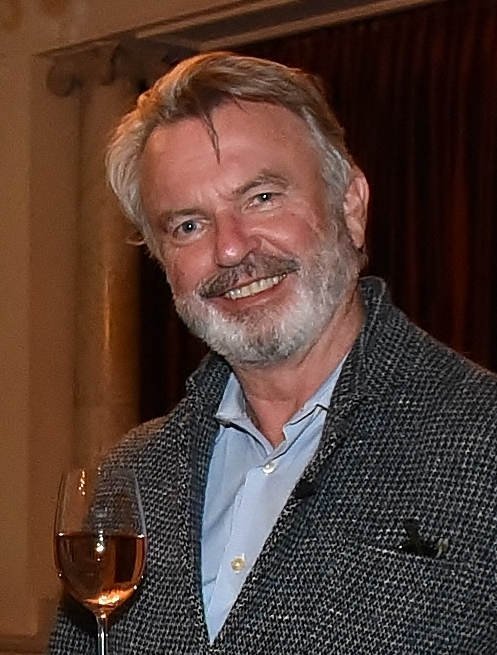
Sam Neill en 2017.

L'acteur enchaîne les rôles sur grand écran : il est un dangereux espion du KGB dans Enigma, et un officier russe dans À la poursuite d'Octobre rouge de John McTiernan en 1990. Il est récompensé de l'Australian Film Institute Award du meilleur acteur pour son rôle du mari de Meryl Streep dans Un cri dans la nuit de Fred Schepisi en 1988. Il obtient une notoriété et une reconnaissance critique et publique en 1993 avec deux films : il interprète le paléontologue Alan Grant dans Jurassic Park de Steven Spielberg, et le mari violent d'Holly Hunter dans La Leçon de piano de Jane Campion,.
Il apparait dans la comédie romantique Sirènes de John Duigan en 1994, le film d'horreur L'Antre de la folie de John Carpenter la même année, les films de science-fiction Event Horizon, le vaisseau de l'au-delà de Paul W. S. Anderson en 1997 et L'Homme bicentenaire de Chris Columbus en 1999, et dans L'Homme qui murmurait à l'oreille des chevaux de Robert Redford en 1999. Il retrouve le personnage du Pr Alan Grant dans Jurassic Park 3 de Joe Johnston en 2001. Dans les années 2000, il n’obtient plus de grand rôle, mais joue dans de nombreux films : Dirty Deeds (en) de David Caesar (en) en 2002, Perfect strangers (en) de Gaylene Preston en 2003, Little Fish de Rowan Woods en 2005, Angel de François Ozon en 2007, Daybreakers de Michael et Peter Spierig en 2009, The Hunter de  Daniel Nettheim  en 2011,,.
En parallèle, dans les années 2000, Sam Neill apparaît plus souvent à la télévision. Il joue Merlin dans la mini-série du même nom en 1998 et dans sa suite L'Apprenti de Merlin en 2006. Il est nommé aux Primetime Emmy Awards et aux Golden Globes en tant que meilleur acteur dans une mini-série ou un téléfilm. En 2007, il incarne le cardinal Thomas Wolsey, aux côtés de Jonathan Rhys-Meyers en Henri VIII, dans la première saison de la série Les Tudors, et se voit nommé au Festival de télévision de Monte-Carlo comme meilleur acteur. Il est présent dans Crusoe de 2008 à 2009, et dans Happy Town en 2010. Il joue l'agent du FBI Emerson Hauser dans Alcatraz en 2012. De 2013 à 2014, il incarne l'inspecteur Chester Campbell dans les deux premières saisons de l'acclamée Peaky Blinders. Il interprète le général John MacArthur en 2015 dans And Then There Were None, adaptation du roman Dix petits nègres d'Agatha Christie.
En 2016, il forme un duo avec le jeune Julian Dennison  dans la comédie d'aventure À la poursuite de Ricky Baker (Hunt for the Wilderpeople) de Taika Waititi. L'année d'après, Waititi lui offre l'occasion de faire un petit tour dans l’univers cinématographique Marvel, Neil jouant l'acteur de théâtre qui interprète Odin dans le film Thor : Ragnarok. L'année suivante, il se bat avec un lapin qui lui vole les légumes de son jardin dans le film Pierre Lapin.
En 2022, il retrouve encore une fois son personnage du  Dr Alan Grant  dans Jurassic World : Le Monde d'après, troisième volet de la nouvelle trilogie lancée en 2015. Sam Neill, qui a joué le rôle pour la dernière fois sur grand écran en 2001 dans Jurassic Park 3, fait son retour aux côtés des nouvelles stars Chris Pratt et Bryce Dallas Howard, tout en retrouvant ses partenaires d'antan, Laura Dern et Jeff Goldblum.
Il reprend également son rôle de l'acteur de théâtre jouant Odin dans Thor: Love and Thunder.

### Vie privée

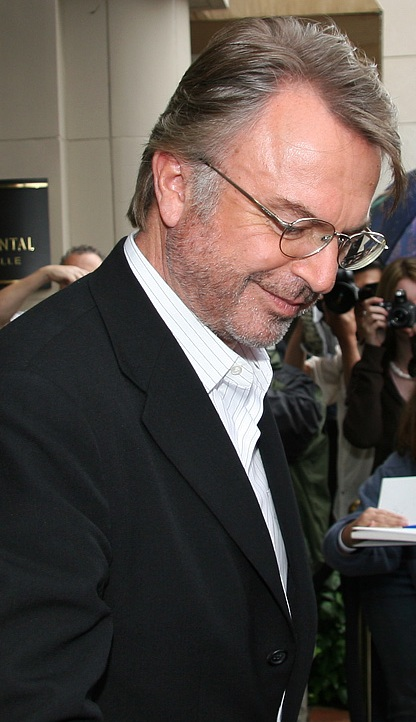
Sam Neill au Festival international du film de Toronto en 2011.

Dans sa jeunesse, Sam Neill était atteint d'un fort bégaiement. Il « espérait que les gens ne lui parlent pas pour ne pas qu'il ait à répondre ».
En 1978, il se marie avec une actrice, Lisa Harrow. Ils divorcent en 1989. La même année, il épouse Noriko Watanabe, une maquilleuse japonaise. Ils ont deux enfants. Ils se sont néanmoins séparés en 2017. Il entame en 2018 une relation avec la journaliste Laura Tingle, relation qui prend fin en février 2021.
En Nouvelle-Zélande, il possède depuis 1993 une propriété agricole dans le district de Central Otago, dans l'île du Sud, avec des vignes plantées en pinot noir et riesling. Son vin est vendu sous la dénomination Two Paddocks (en).
En 1993, il est fait officier de l'Ordre de l'Empire britannique (OBE). En 2006, il devient un Compagnon distingué de l'Ordre du Mérite de Nouvelle-Zélande. Mais en 2009, lorsque le système de chevalerie est remis en place, il refuse le titre de chevalier le considérant « juste bien trop grand, de loin ». En 2002, il est fait docteur honoris causa en littérature par l'université de Canterbury,.
À 76 ans, Sam Neill a publié ses mémoires Did I Ever Tell You This ?, dans lesquels il révèle être traité pour un cancer du sang, plus exactement un lymphome angio-immunoblastique à cellules T.

## Filmographie

### Acteur

#### Cinéma

##### Années 1970
- 1975 : Landfall (en) de Paul Maunder (en) : Eric
- 1975 : Ashes de Barry Barclay (en) : le prêtre
- 1977 : Sleeping Dogs de Roger Donaldson : Smith
- 1979 : Ma brillante carrière de Gillian Armstrong : Harry Beecham
- 1979 : The Journalist (en) de Michael Thornhill (en) : Rex
- 1979 : Just Out of Reach (en) de Linda Blagg : Mike

##### Années 1980
- 1981 : La Malédiction finale (Omen III: The Final Conflict) de Graham Baker (en) : Damien Thorn
- 1981 : Possession d'Andrzej Żuławski : Mark
- 1981 : From a Far Country (it) de Krzysztof Zanussi : Marian
- 1982 : Attack Force Z de Tim Burstall (en) : Sergent Danny Costello
- 1982 : Enigma de Jeannot Szwarc : Dimitri Vasilkov
- 1984 : Le Sang des autres de Claude Chabrol : Dieter Bergman
- 1985 : Robbery Under Arms (en) de Donald Crombie (en) et Ken Hannam : Capitaine Starlight
- 1985 : Plenty de Fred Schepisi : Lazar
- 1986 : For Love Alone de Stephen Wallace (en) : James Quick
- 1987 : The Umbrella Woman (en) de Ken Cameron (en) : Neville Gifford
- 1988 : Un cri dans la nuit de Fred Schepisi : Michael Chamberlin
- 1989 : Calme blanc de Phillip Noyce : John Ingram
- 1989 : La Révolution française de Robert Enrico et Richard T. Heffron : Gilbert du Motier de La Fayette
- 1989 : Shadow of China (en) de Mitsuo Yanagimachi : le reporter de télévision (crédité sous le nom de John Dermot)

##### Années 1990
- 1990 : À la poursuite d'Octobre rouge de John McTiernan : Commandant Vassili Borodine
- 1990 : Death in Brunswick (en) de John Ruane (en) : Carl "Cookie" Fitzgerald
- 1991 : Jusqu'au bout du monde de Wim Wenders : Eugene Fitzpatrick
- 1992 : Les Aventures d'un homme invisible de John Carpenter : David Jenkins
- 1993 : Hostage de Robert William Young : John Rennie
- 1993 : La Leçon de piano de Jane Campion : Alistair Stewart
- 1993 : Jurassic Park de Steven Spielberg : Pr Alan Grant
- 1994 : Sirènes de John Duigan : Norman Lindsay
- 1994 : Country Life (en) de Michael Blakemore (en) : Dr Max Askey
- 1994 : L'Antre de la folie de John Carpenter : John Trent
- 1994 : Le Livre de la jungle de Stephen Sommers : Colonel Geofferey Brydon
- 1995 : Le Don du roi de Michael Hoffman : Roi Charles II
- 1996 : Les Enfants de la Révolution de Peter Duncan (en) : Dave / l'agent Neuf
- 1996 : Victory de Mark Peploe : Mr Jones
- 1997 : Blanche-Neige : Le Plus Horrible des contes de Michael Cohn : Frederick Hoffman
- 1997 : Event Horizon, le vaisseau de l'au-delà de Paul W. S. Anderson : Dr William Weir
- 1998 : L'Homme qui murmurait à l'oreille des chevaux (The Horse Whisperer) de Robert Redford : Robert MacLean
- 1998 : Amour, Vengeance et Trahison (en) (Sweet Revenge) de Malcolm Mowbray (en)
- 1999 : Molokai: The Story of Father Damien (en) de Paul Cox : le Premier ministre Walter M. Gibson (en)
- 1999 : L'Homme bicentenaire (Bicentennial Man) de Chris Columbus : Richard Martin

##### Années 2000
- 2000 : My Mother Frank (en) de Mark Lamprell : Professeur Mortlock
- 2000 : L'Antenne (The Dish) de Rob Sitch : Cliff Buxton
- 2001 : Jurassic Park 3 de Joe Johnston : Pr Alan Grant
- 2001 : The Zookeeper (en) de Ralph Ziman : Ludovic
- 2002 : Dirty Deeds (en) de David Caesar (en) : Détective Sergent Ray Murphy
- 2003 : Perfect Strangers (en) de Gaylene Preston : L'Homme
- 2004 : Yes de Sally Potter : Anthony
- 2004 : La Plus Belle Victoire de Richard Loncraine : Dennis Bradbury
- 2005 : Little Fish de Rowan Woods : Brad Thompson
- 2006 : Irresistible d'Ann Turner (en) : Craig
- 2007 : Angel de François Ozon : Théo
- 2008 : Dean Spanley (en) de Toa Fraser (en) : Dean Spanley
- 2008 : Skin d'Anthony Fabian (en) : Abraham Laing
- 2009 : In Her Skin (en) de Simone North : David Reid
- 2009 : Le Secret des sept volcans (en) (Under the Mountain) de Jonathan King : Mr Jones
- 2009 : Daybreakers de Michael et Peter Spierig : Charles Bromley

##### Années 2010
- 2010 : The Dragon Pearl (en) de Mario Andreacchio : Chris Chase
- 2011 : The Hunter de Daniel Nettheim : Jack Mindy
- 2012 : Je te promets de Michael Sucsy : Bill Thornton
- 2013 : Évasion de Mikael Håfström : Dr Emil Kaikev
- 2013 : Les Aventures extraordinaires d'un apprenti détective de Jonathan Newman (en) : Otto Luger
- 2014 : Up and Down (A Long Way Down) de Pascal Chaumeil : Chris
- 2014 : United Passions de Frédéric Auburtin : João Havelange
- 2015 : Backtrack : Les Revenants (Backtrack) de Michael Petroni : Duncan Stewart
- 2015 : The Daughter (en) de Simon Stone : Walter
- 2015 : DxM d'Andrew Goth : Kreutz[réf. nécessaire]
- 2016 : À la poursuite de Ricky Baker (Hunt for the Wilderpeople) de Taika Waititi : oncle Hec
- 2017 : Thor : Ragnarok de Taika Waititi : l'acteur de théâtre asgardien interprétant Odin (caméo)
- 2017 : Sweet Country de Warwick Thornton : Fred Smith
- 2018 : The Passenger (The Commuter) de Jaume Collet-Serra : capitaine Hawthorne
- 2018 : Pierre Lapin (Peter Rabbit) de Will Gluck : Joe McGregor
- 2019 : Ride Like a Girl (en) de Rachel Griffiths : Paddy Payne

##### Années 2020
- 2020 : Blackbird de Roger Michell : Paul
- 2022 : Assassin Club de Camille Delamarre : Caldwell
- 2022 : Jurassic World : Le Monde d'après (Jurassic World: Dominion)  de Colin Trevorrow : Pr Alan Grant

- 2022 : Thor: Love and Thunder de Taika Waititi : l'acteur de théâtre asgardien interprétant Odin (caméo)
- 2023 : The Portable Door (en) de Jeffrey Walker : Dennis Tanner
- 2023 : La Place du mort (Bring Him to Me) de Luke Sparke : Frank McCarthy

#### Télévision

##### Téléfilms
- 1982 : Ivanhoe (en) de Douglas Camfield : Brian de Bois-Guilbert
- 1984 : The Country Girls de Desmond Davis : Mr Gentleman
- 1986 : Les Caprices du destin (Strong Medicine) de Guy Green : Vince Lord
- 1988 : Leap of Faith de Stephen Gyllenhaal : Oscar Ogg
- 1991 : Fever de Larry Elikann : Elliott
- 1991 : One Against the Wind de Larry Elikann : Major James Leggatt
- 1993 : Family Pictures (en) de Philip Saville : David Eberlin
- 1993 : Le Rainbow Warrior de Michael Tuchner : Alan Galbraith
- 1996 : Coup de sang de Jonathan Kaplan : Agent Alvin Dewey
- 2000 : Sally Hemings: An American Scandal de Charles Haid : Thomas Jefferson
- 2001 : L'Odyssée du Squalus (Submerged) de James Keach : Lieutenant Commander Charles B. "Swede" Momsen
- 2002 : Une place au soleil de Daniel Petrie Jr. : Eddie Meyers
- 2004 : Stiff de John Clarke : Lionel Merricks
- 2004 : Jessica l'insoumise de Peter Andrikidis (en) : Richard Runche
- 2005 : Mary Bryant de  Peter Andrikidis  : Gouverneur Arthur Phillip
- 2005 : Triangle de Craig R. Baxley : Eric Benerall / Winston Benerall
- 2011 : 2020 : Le Jour de glace de Nick Copus (en) : Anthony Kavanagh
- 2013 : The Ordained de R. J. Cutler (en) : Gouverneur Michael Thomas Riley

##### Séries télévisées
- 1976 : The Sullivans (en) : Ben Dawson
- 1980 : Young Ramsay (en) : Crossland (1 épisode)
- 1980 : Lucinda Brayford (mini-série) : Tony Duff
- 1983 : Reilly, Ace of Spies (en) (mini-série) : Sidney Reilly
- 1985 : Kane et Abel (mini-série) : William Lowell Kane
- 1987 : Amerika (mini-série) : Colonel Andrei Denisov
- 1998 : Merlin (mini-série) : Merlin
- 1998 : The Game : PDG de Citytrans (1 épisode)
- 2002 : Docteur Jivago (en) (mini-série) : Victor Komarovsky
- 2005 : To the Ends of the Earth (en) (mini-série) : Mr Prettiman
- 2006 : L'Apprenti de Merlin (mini-série) : Merlin
- 2006 : Two Twisted (en) : Mick (1 épisode)
- 2007 : Les Tudors : Cardinal Thomas Wolsey (saison 1)
- 2008 - 2009 : Crusoe : Jeremiah Blackthorn
- 2009 : Iron Road (en) (mini-série) : Alfred Nichol
- 2010 : Happy Town : Merritt Grieves
- 2010 : Rake : Dr Bruce Chandler (1 épisode)
- 2012 : Alcatraz : Emerson Hauser
- 2013 : Harry : DSS Jim Stockton / DS Jim Stockton
- 2013 - 2014 : Peaky Blinders : Inspecteur Chester Campbell
- 2014 : Short Poppies (en) : Mr Neal (1 épisode)
- 2014 : Old School (en) : Ted McCabe
- 2015 : House of Hancock (en) (mini-série) : Lang Hancock
- 2015 : The Dovekeepers (mini-série) : Josephus
- 2015 : Agatha Christie : Dix Petits Nègres (mini-série) : Général John MacArthur
- 2016 : Tutankhamun : Lord Carnarvon (1 épisode)
- 2021 :  Invasion : John Bell Tyson (1 épisode)
- 2024 : Apples Never Fall : Stan Delaney

• 2025 : Une nature sauvage :  Paul Souter

#### Doublage

##### Films d'animation
- 2000 : Le Gâteau magique de Karl Zwicky (en) : Sam Swanoff
- 2002 : Leunig: How Democracy Actually Worksd'Andrew Horne : le narrateur (court-métrage)
- 2002 : Leunig Animated, vidéo d'Andrew Horne : le narrateur (court-métrage)
- 2010 : Le Royaume de Ga'hoole de Zack Snyder : Allomere

##### Série d'animation
- 1994 : Les Simpson : Malloy (saison 5, épisode Erreur sur la ville)

##### Jeux vidéo
- 2019 : Jurassic World Evolution : le Dr Alan Grant
- 2022 : Jurassic World Evolution 2 : le Dr Alan Grant

### Producteur
- 2004 : Stiff de John Clarke (téléfilm)
- 2004 : The Brush-Off de lui-même (téléfilm)

### Réalisateur
- 1974 : Telephone Etiquette (court métrage)
- 2004 : The Brush-Off (téléfilm)

### Scénariste
- 1974 : Telephone Etiquette de lui-même (court métrage)

## Distinctions

### Récompenses
- Australian Film Institute Awards 1989 : meilleur acteur pour Un cri dans la nuit

### Nominations
| Année | Cérémonie                             | Catégorie                                                | Œuvre                     |
| ----- | ------------------------------------- | -------------------------------------------------------- | ------------------------- |
| 1985  | Golden Globes                         | Meilleur acteur dans une mini-série ou un téléfilm       | Reilly, Ace of Spies (en) |
| 1991  | Australian Film Institute Awards      | Meilleur acteur                                          | Death in Brunswick (en)   |
| 1992  | Golden Globes                         | Meilleur acteur dans une mini-série ou un téléfilm       | One Against the Wind      |
| 1993  | Australian Film Institute Awards      | Meilleur acteur dans un second rôle                      | La Leçon de piano         |
| 1998  | Primetime Emmy Awards                 | Meilleur acteur dans une mini-série ou un téléfilm       | Merlin                    |
| 1999  | Golden Globes                         | Meilleur acteur dans une mini-série ou un téléfilm       | Merlin                    |
| 2000  | Australian Film Institute Awards      | Meilleur acteur dans un second rôle                      | My Mother Frank (en)      |
| 2004  | Australian Film Institute Awards      | Meilleur acteur dans une série dramatique ou une comédie | Jessica l'insoumise       |
| 2004  | Australian Film Institute Awards      | Meilleur réalisateur à la télévision                     | The Brush-Off             |
| 2008  | Festival de télévision de Monte-Carlo | Meilleur acteur dans une série dramatique                | Les Tudors                |
| 2012  | AACTA Awards                          | Meilleur acteur dans un second rôle                      | The Hunter                |

## Voix francophones
En version française, Sam Neill est doublé par Jacques Frantz de 1981 à 1984 dans Possession, Enigma et Le Sang des autres, puis en 1996 dans Le Don du roi. Pierre Arditi le double en 1981 dans La Malédiction finale, puis en 1989 dans La Révolution française. Hervé Bellon le double régulièrement depuis 1988 dans Un cri dans la nuit, La Leçon de piano, Jurassic Park, Blanche-Neige : Le Plus Horrible des contes, Event Horizon, le vaisseau de l'au-delà, L'Homme bicentenaire et Jurassic Park 3.
En parallèle, il est doublé en 1989 par Bernard Murat dans Calme blanc, en 1990 par Michel Derain dans À la poursuite d'Octobre rouge, Michel Papineschi le double entre 1992 et 1998 dans Les Aventures d'un homme invisible, Merlin et L'Homme qui murmurait à l'oreille des chevaux, Bruno Devoldère le double en 1994 et 1995 dans Sirènes et L'Antre de la folie, Daniel Beretta le double en 1994 dans Le Livre de jungle tandis que Patrick Béthune est sa voix en 1996 dans Les Enfants de la Révolution.
Au milieu des années 2000, Papineschi le retrouve dans L'Apprenti de Merlin,Une place au soleil, Crusoe et Les Tudors, Jean-Yves Chatelais le double en 2003 dans La Plus Belle Victoire, François Marthouret en 2007 dans Angel et de nouveau Patrick Béthune en 2008 dans Skin.
Bellon redevient sa voix régulière à partir de la fin des années 2010 avec les films Daybreakers, Je te promets et Évasion, avant de le doubler de manière systématique à partir de Thor : Ragnarok, le retrouvant notamment dans The Passenger, Pierre Lapin, Blackbird ou encore Invasion. En parallèle, il est doublé par Lionel Bourguet dans The Hunter, Samuel Labarthe dans Alcatraz, Hervé Jolly dans Mystères du cosmos, Féodor Atkine dans Peaky Blinders et Une nature sauvage, Guy Chapellier dans Up and Down, Jean-Louis Faure dans Agatha Christie : Dix Petits Nègres, de nouveau Papineschi dans Backtrack : Les Revenants et Daniel Nicodème dans Tutankhamun.
En version québécoise, Mario Desmaraiss est la voix québécoise régulière de l'acteur, le doublant notamment dans Les mémoires d'un homme invisible,L'Homme qui murmurait à l'oreille des chevaux, L'Homme bicentenaire, Les Tudors, L'Aube des survivants, Le Vœu, Le Tombeau, Dernier arrêt ou encore Pierre Lapin. Il est également doublé par Vincent Davy dans Le Livre de la jungle et Restauration, ainsi que par Guy Nadon dans Crusoé et Yves Soutière dans Monde jurassique : la domination.